# 1889
1889 (MDCCCLXXXIX) byl rok, který dle gregoriánského kalendáře započal úterým.

## Události
Česko

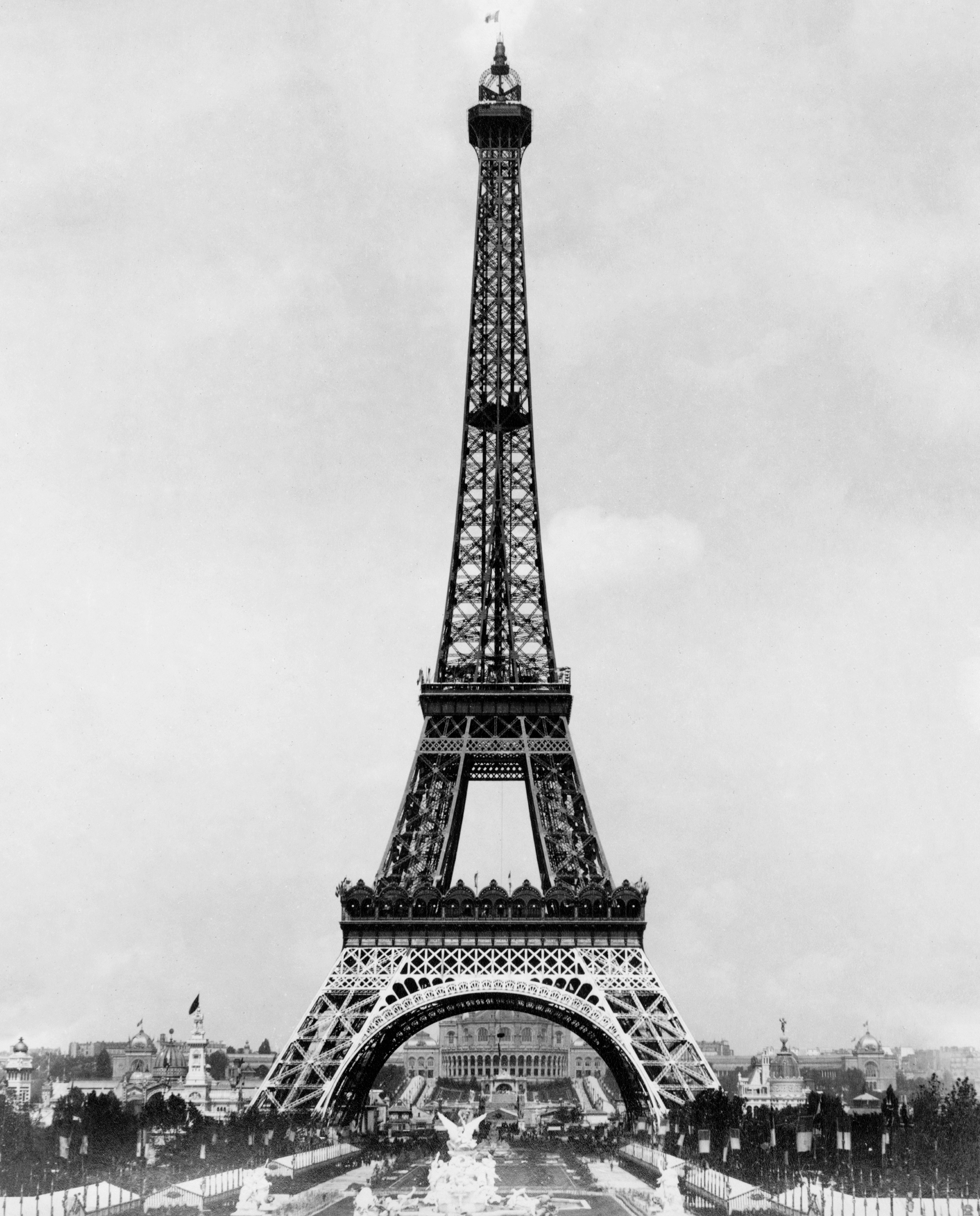
Eiffelova věž v roce 1889

- březen – Založení České obce sokolské (první starosta JUDr. Jan Podlipný, starosta města Prahy)
- 11. května – Klub českých turistů vytyčil svou první českou turisticky značenou cestu ze Štěchovic ke Svatojánským proudům.[1] O pět let dříve vyznačila první cesty Pohorská jednota Radhošť.
- 20. června – druhá stávka horníků v Kladně
- 2. července a 5. července – Zemské volby v Čechách 1889
- V Adamovských strojírnách byl podle plánů inženýra Siegfrieda Marcuse vyroben první automobil se čtyřtaktním motorem v českých zemích.[2] Vůz je dnes uložen v Technickém muzeu ve Vídni a je nejstarším dochovaným automobilem na světě.[3]
- Karl Wittgenstein založil v Kladně Huť Poldi

Svět
- 30. ledna – Korunní princ Rudolf spáchal sebevraždu na zámku Mayerling.
- 7. února – V San Francisku byla založena Pacifická astronomická společnost[4]
- 11. února – císař Meidži vyhlásil novou japonskou ústavu, takzvanou Ústavu Meidži.
- 6. května – Otevřením Eiffelovy věže byla v Paříži zahájena Světová výstava.[5] Trvala do 31. října.
- 28. května – Ve Francii byla založena firma Michelin.
- 8. července – V USA vyšlo první číslo deníku The Wall Street Journal.[6]
- 10. srpna – Ve Vídni bylo otevřeno Přírodovědné muzeum.
- 23. září – Byla založena japonská firma Nintendo pod původním jménem Marafuku, která vyráběla karty Hanafuda.
- 14. listopadu – Americká novinářka Nellie Bly se vydává na cestu kolem světa, kterou chce uskutečnit za méně než 80 dní.
- 15. listopadu – V Brazílii byl vojenským převratem svržen císař Pedro II. Brazilský a vyhlášena republika.
- 14. července – V Paříži vznikla Druhá internacionála
- 20. prosince – Založena Britská Jihoafrická společnost
- 22. dubna – Založeno město Oklahoma City
- Severní Dakota, Jižní Dakota, Montana a Washington se stali plnoprávnými státy USA.

## Vědy a umění

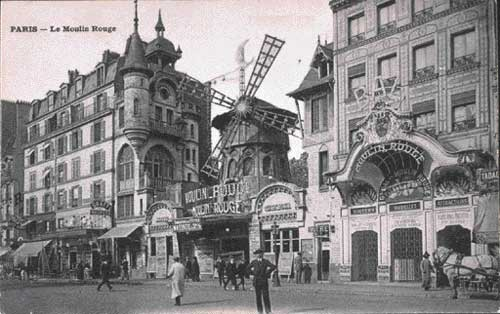
Moulin Rouge

- 19. září – první zasedání Generální konference pro míry a váhy
- 6. říjen – V Paříži na Montmartre otevírá nejslavnější kabaret Moulin Rouge
- 20. listopadu – Premiéra 1. Symfonie D-dur (Titan) Gustava Mahlera v Budapešti
- V Paříži bylo založeno Národní muzeum asijského umění
- Richard Lydekker popsal dinosaura druhu Callovosaurus leedsi
- V anglickém Deptfordu je uvedena do provozu první elektrárna s generátorem na střídavý proud

## Knihy
- Josef Svátek – Paměti katovské rodiny Mydlářů v Praze
- Lev Nikolajevič Tolstoj – Ďábel
- Lev Nikolajevič Tolstoj – Kreutzerova sonáta
- Mark Twain – Yankee z Connecticutu na dvoře krále Artuše
- Jules Verne – Bezejmenná rodina
- Jules Verne – Zmatek nad zmatek

## Narození

### Česko

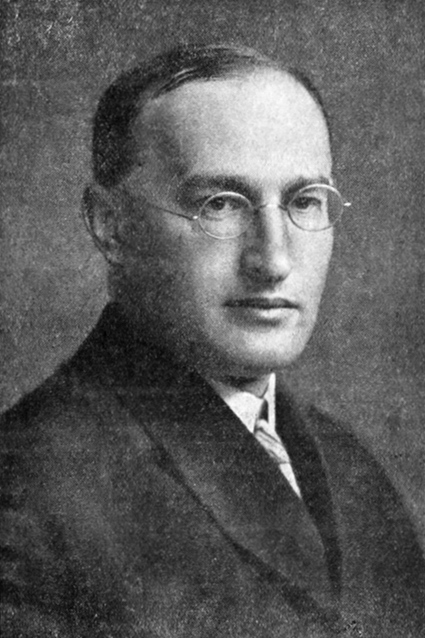
Pavel Eisner (* 16. ledna)

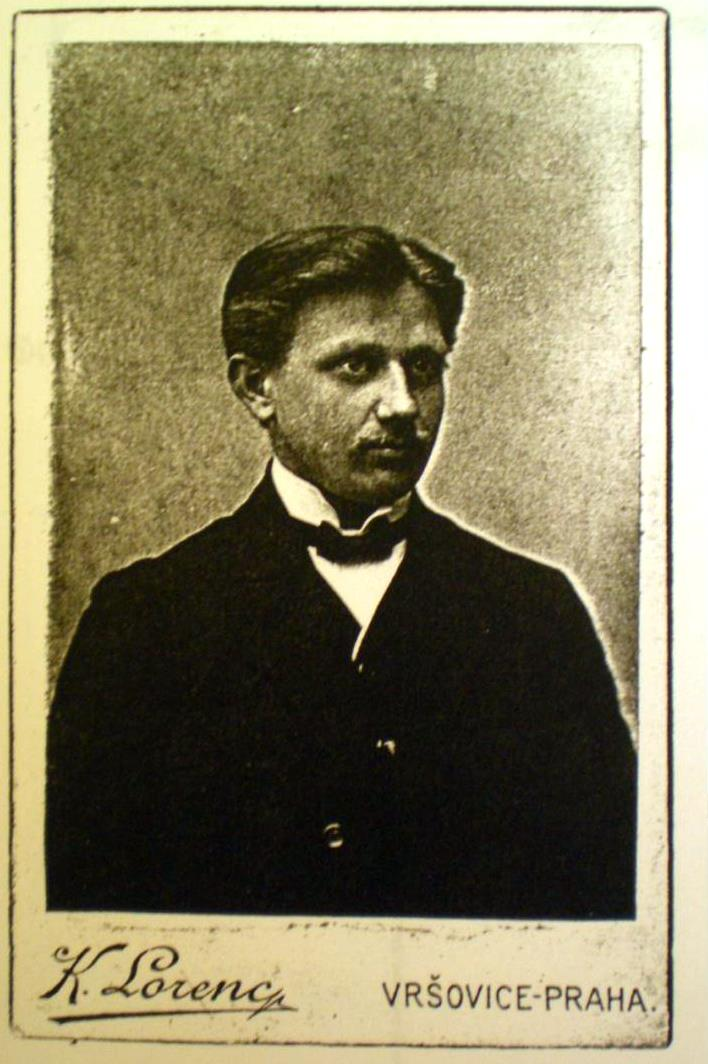
Adolf Kramenič (* 25. února)

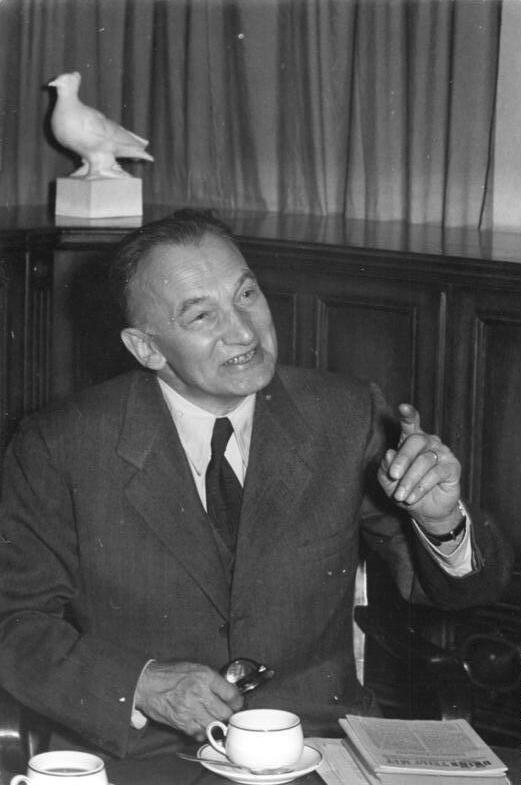
Josef Lukl Hromádka (* 8. června)

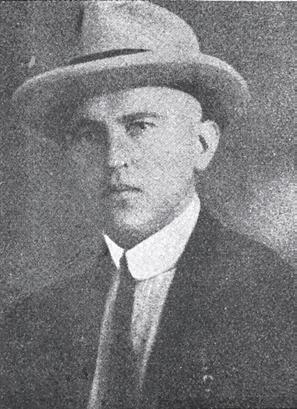
Vladimír Sís (* 30. června)

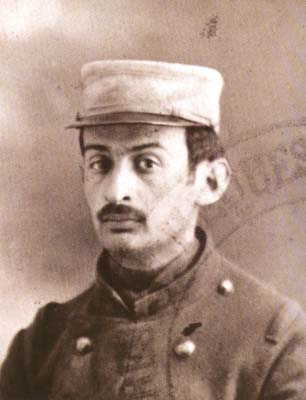
Otto Gutfreund (* 3. srpna)

- 2. ledna – Slavomír Kratochvíl, první oběť českého protirakouského odboje († 23. listopadu 1914)
- 11. ledna – Jan Kratochvíl, československý generál († 5. března 1975)
- 13. ledna – Vincenc Charvát, československý legionář a levicový politik († 25. ledna 1947)
- 15. ledna – Walter Serner, český, německy píšící, spisovatel († srpen 1942)
- 16. ledna – Pavel Eisner, básník, překladatel a literární vědec († 8. července 1958)
- 17. ledna
  - Čeněk Hruška, československý komunistický politik († 12. prosince 1965)
  - Josef Marek, architekt († 17. ledna 1965)
- 21. ledna – Karel Štipl, sochař, architekt a sklářský výtvarník († 22. srpna 1972)
- 31. ledna
  - Antonín Matějček, historik umění († 11. srpna 1950)
  - Jaroslav Radimský, překladatel z polštiny († 2. května 1946)
- 1. února
  - Antonín Basl, geograf, historik, legionář a velitel Vojenského zeměpisného ústavu († 4. dubna 1937)
  - Karel Ort, inženýr († 1. února 1920)
- 2. února – Emil Vachek, spisovatel († 1. května 1964)
- 7. února – Ludwig Winder, český, německy píšící, spisovatel, novinář a literární kritik († 16. června 1946)
- 8. února – Hugo Klement Mrázek, hudební skladatel († 28. prosince 1916)
- 11. února
  - František Balátě, československý legionář, plukovník a stavební ředitel († 25. listopadu 1965)
  - Jaroslav Brůha, sochař a medailér († 31. ledna 1969)
  - Jindřich Bišický, válečný fotograf († 31. října 1949)
- 22. února – Berty Vojtěch Ženatý, novinář, spisovatel a architekt († ?)
- 25. února – Adolf Kramenič, varhaník, sbormistr a hudební skladatel († 19. prosince 1953)
- 2. března – František Horník-Lánský, malíř († 10. ledna 1955)
- 4. března – Anna Kantová, pedagožka († 23. října 1965)
- 5. března – Čeněk Musil, architekt a urbanista († 1. listopadu 1947)
- 6. března – Eduard Kohout, herec († 25. října 1976)
- 9. března – Ludmila Matiegková, učitelka a egyptoložka († 26. srpna 1960)
- 19. března – Josef Kaplický, malíř, sochař a sklářský výtvarník († 1. února 1962)
- 26. března – Václav Kaprál, klavírista, sbormistr, publicista a hudební skladatel († 6. dubna 1947)
- 31. března – Štefan Osuský, československý a slovenský politik a diplomat († 27. září 1973)
- 5. dubna – František Michálek Bartoš, historik, archivář a vysokoškolský pedagog († 12. května 1972)
- 6. dubna
  - Vilém Rittershain, filmový architekt († 13. února 1963)
  - Hugo Siebenschein, literární historik († 13. prosince 1971)
- 7. dubna  – Jan Mikolášek, léčitel a znalec bylin († 29. prosince 1973)
- 13. dubna – Alexandr Berndorf, spisovatel a regionální historik († 9. září 1968)
- 22. dubna – Ladislav Daněk, československý právník a politik († 10. března 1961)
- 27. dubna – František Bílek, sochař a legionář († 5. ledna 1944)
- 30. dubna – Stanislav Adam, učitel, houslista a hudební skladatel († 6. července 1974)
- 1. května – Pravoslav Kotík,  malíř († 14. ledna 1970)
- 2. května – Stanislav Bukovský, vedoucí činovník Sokola, nezávislý ministr Československa († 8. října 1942)
- 23. května – Zdeněk Rón, prozaik, dramatik, kulturní publicista a básník († 13. července 1948)
- 25. května
  - Ferdinand Pujman, dramaturg, režisér opery Národního divadla v Praze a estetik († 17. prosince 1961)
  - Hugo Sonnenschein, český, německy píšící básník a anarchista († 20. července 1953)
- 28. května
  - František Mořic Nágl, malíř († říjen 1944)
  - Richard Réti, československý šachista († 6. června 1929)
- 30. května – Edmond Konrád,  dramatik († 9. května 1957)
- 8. června – Josef Lukl Hromádka, protestantský filozof († 26. prosince 1969)
- 20. června
  - Alois Mezera, architekt († 26. září 1945)
- 27. prosince – František Polák, legionář, bojovník proti fašismu a komunismu († říjen 1971)
  - Gustav Winter, novinář a publicista († 1943)
- 30. června – Vladimír Sís, novinář a spisovatel, účastník prvního i druhého odboje, oběť komunistického teroru († 2. července 1958)
- 7. července
  - Ella Nollová, herečka († 27. července 1959)
  - Anna Steimarová, divadelní, operetní a filmová herečka († 15. března 1962)
- 10. července – Miroslav Rutte, dramatik, prozaik, básník, filmový estetik, autor filmových scénářů († 24. listopadu 1954)
- 18. července – Fritz Lehmann, architekt německé národnosti († 26. října 1957)
- 2. srpna – Ignác Händl, varhaník a hudební skladatel († 17. března 1954)
- 3. srpna
  - Otto Gutfreund, kubistický sochař († 2. června 1927)
  - Augustin Kliment, československý voják a komunistický politik († 22. října 1953)
  - Jindřich Vacek, hudebník a skladatel († 20. července 1946)
  - Petr Fingal, spisovatel, novinář a dramatik († 5. srpna 1940)
- 4. srpna – Marie Kyzlinková, autorka řady ženských románů († 9. června 1969)
- 10. srpna – Zofia Kossak-Szczucka, polská spisovatelka, novinářka a odbojářka († 9. dubna 1968)
- 31. srpna – František Melichar, československý legionář a prvorepublikový generál († 23. června 1975)
- 7. září – Václav Příhoda, pedagog († 18. listopadu 1979)
- 10. září
  - Otakar Hůrka, akademický malíř († 21. července 1966)
  - Vilém Petrželka, dirigent, hudební skladatel a pedagog († 10. ledna 1967)
- 20. září – Alois Kaderka, československý katolický politik a publicista († 9. března 1975)
- 6. října – Rudolf Dominik, univerzitní profesor, fašistický politik († 1950)
- 23. října – Antonín Bořek-Dohalský, český šlechtic, kněz, arcibiskupský kancléř a člen protinacistického odboje († 3. září 1942)
- 28. října – Josef Šíma, církevní právník, děkan bohoslovecké fakulty Karlovy univerzity v Praze († 16. listopadu 1970)
- 1. listopadu – Oldřich Hlavsa, malíř († 11. února 1936)
- 9. listopadu – Theodor Ježdík, profesor hydrologie, rektor ČVUT († 27. února 1967)
- 16. listopadu – Ján Bečko, československý politik, člen exilových vlád († 14. dubna 1972)
- 19. listopadu – Rudolf Kukač, profesor statiky pozemních staveb, rektor ČVUT († 1. července 1957)
- 2. prosince – Jan Goth, malíř († 27. dubna 1965)
- 7. prosince – Ferdinand Scheinost, sportovní funkcionář a novinář († 14. července 1941)
- 9. prosince – František Rasch, námořník, revolucionář († 11. února 1918)
- 10. prosince – Jan Vrba, lesník, učitel, básník a spisovatel († 28. května 1961)
- 12. prosince
  - Rudolf Faukner, jeden z prvních českých autorů sci-fi († 11. června 1971)
  - Václav Štěpán, muzikolog, estetik, klavírista, skladatel, publicista a pedagog († 24. listopadu 1944)
- 17. prosince – Karel Balling, hudební skladatel, textař a organizátor hudebního života († 17. března 1972)
- 23. prosince – Eugen Dostál, historik umění († 27. ledna 1943)
- 26. prosince – Alois Petr, československý politik, ministr dopravy († 14. prosince 1951)

### Svět

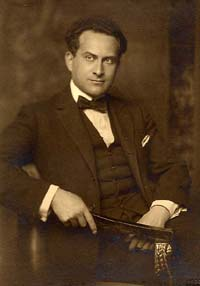
Štefan Osuský (* 31. března)

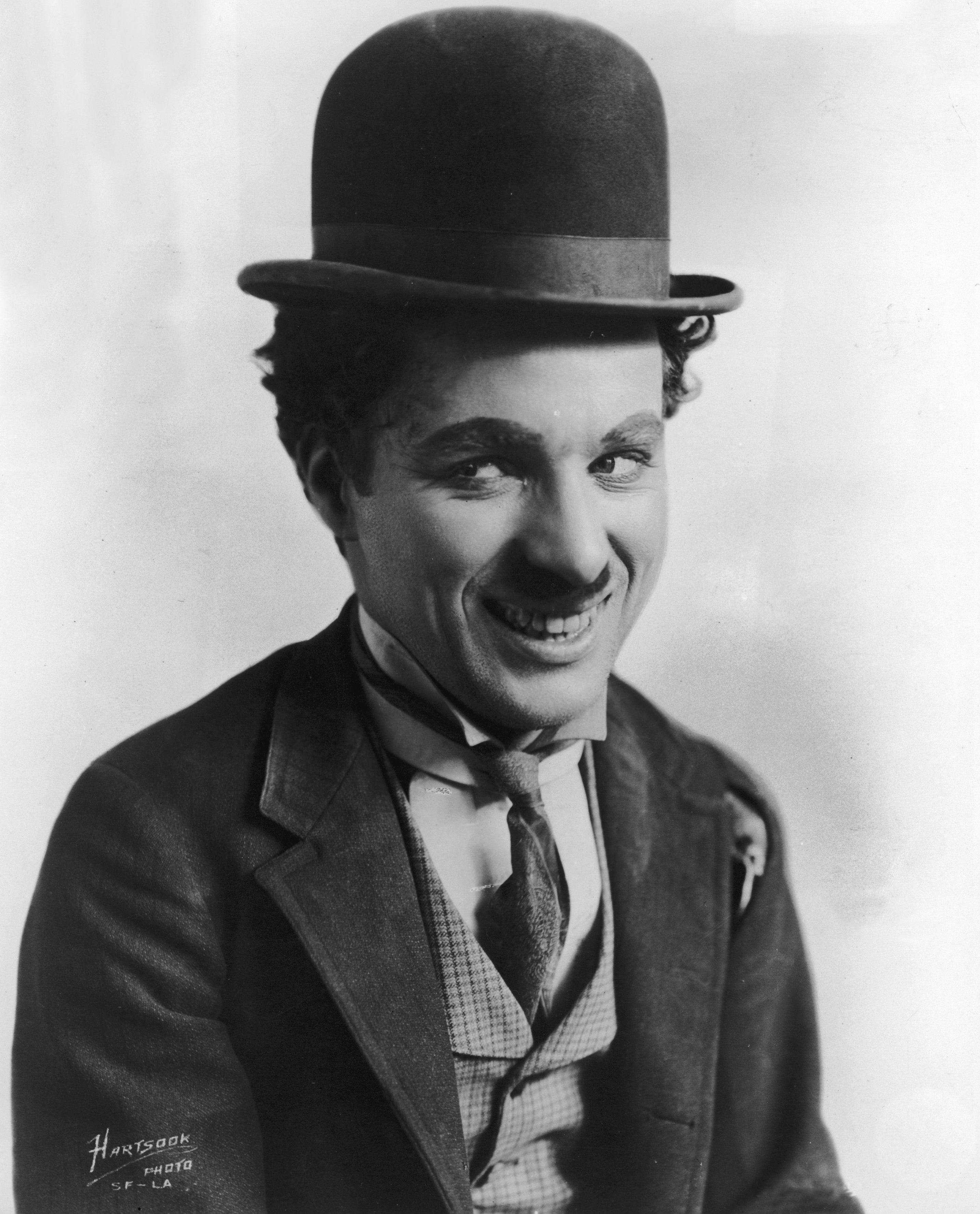
Charlie Chaplin (* 16. dubna)

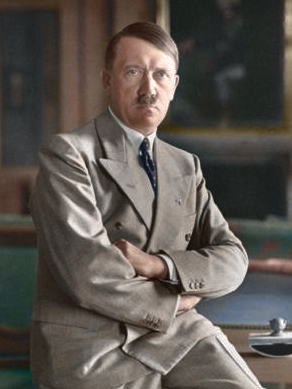
Adolf Hitler (* 20. dubna)

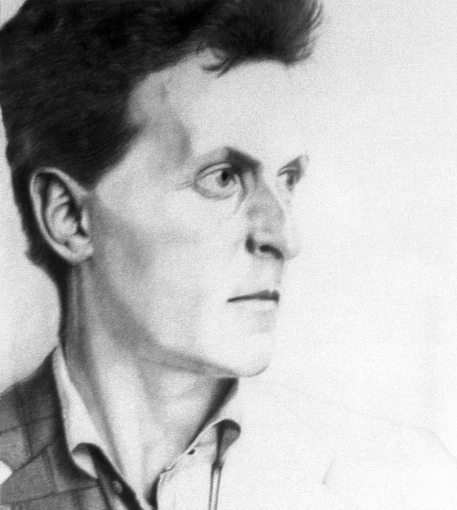
Ludwig Wittgenstein (* 26. dubna)

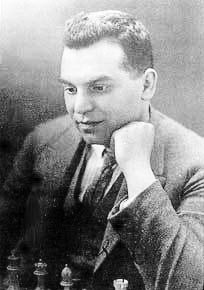
Richard Réti (* 28. května)

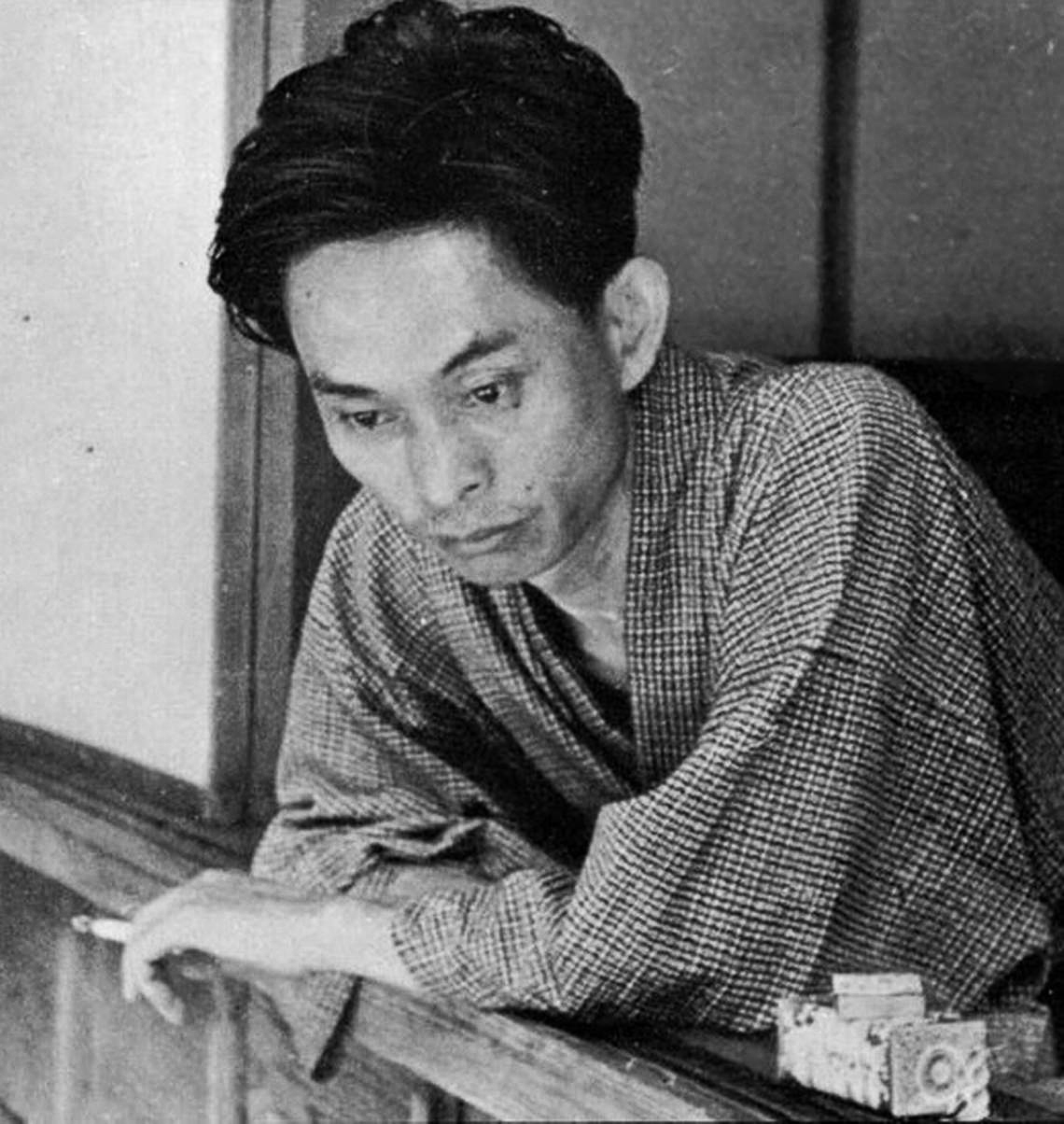
Jasunari Kawabata (* 14. června)

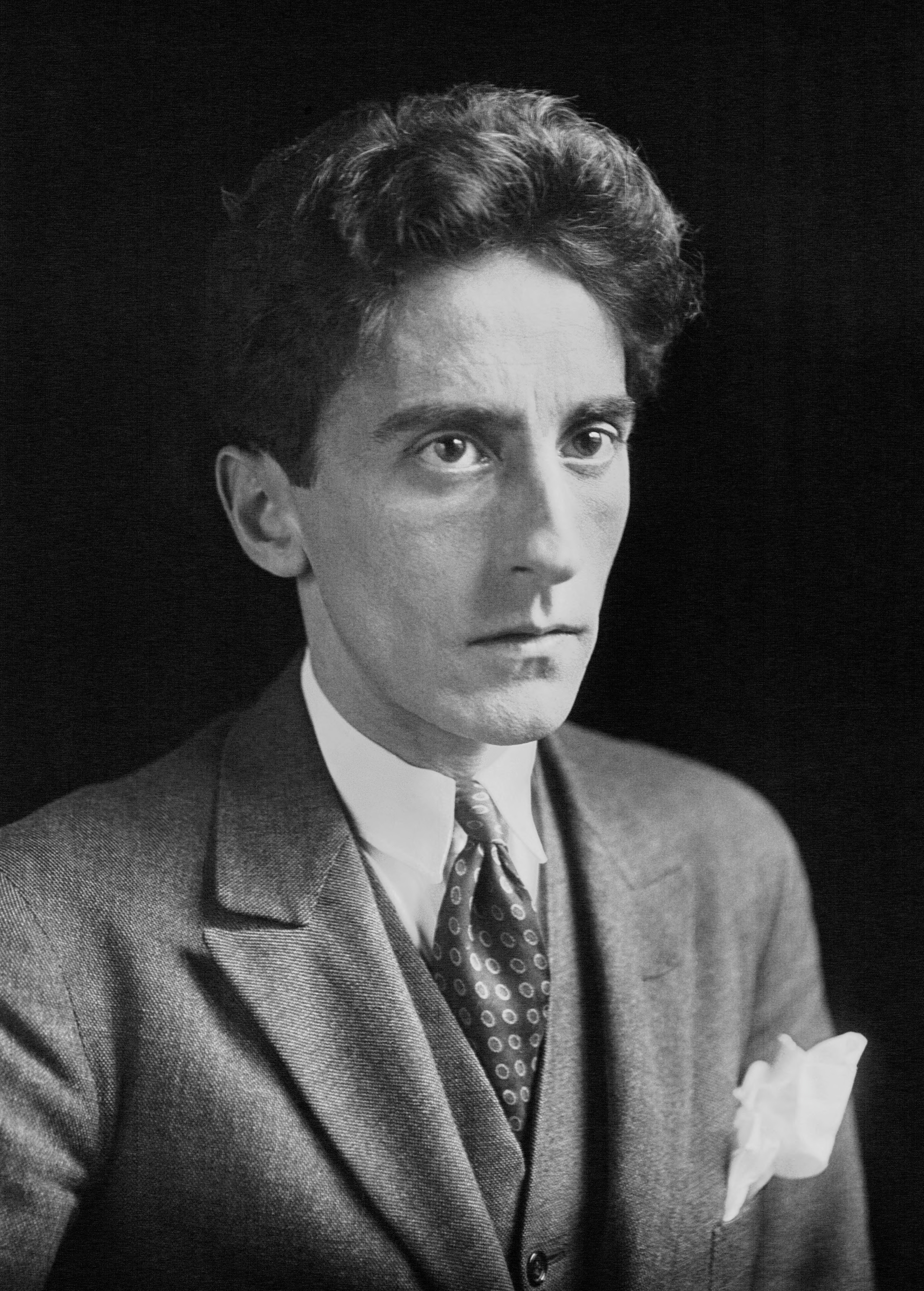
Jean Cocteau (* 5. července)

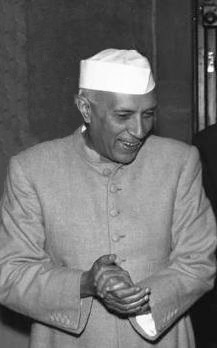
Džaváharlál Néhrú (* 14. listopadu)

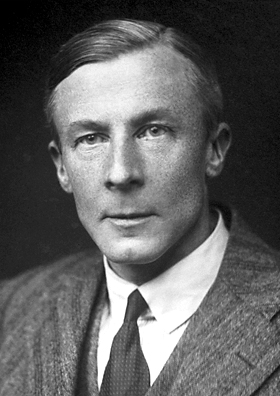
Edgar Douglas Adrian (* 30. listopadu)

- 3. ledna – Desider Quastler, slovenský architekt a stavitel († ? 1944)
- 7. ledna – Philippe Henriot, francouzský proněmecký politik († 28. června 1944)
- 8. ledna – Erhard Raus, německý generál za druhé světové války († 3. dubna 1956)
- 13. ledna – Lev Zacharovič Mechlis, sovětský generál a politik († 13. února 1953)
- 15. ledna
  - Alexandr Kazakov, nejúspěšnější ruský stíhací pilot první světové války († 1. srpna 1919)
  - Wilhelm Mayer-Gross, německý psychiatr († ? 1961)
- 21. ledna – Pitirim Sorokin, rusko-americký sociolog a teoretik kultury († 11. února 1968)
- 22. ledna – Willi Baumeister, německý malíř, scénický výtvarník († 31. srpna 1955)
- 31. ledna – Wolf Gold, signatář izraelské deklarace nezávislosti († 8. dubna 1956)
- 1. února – Tadeusz Piskor, polský generál za druhé světové války († 22. března 1951)
- 3. února
  - Carl Theodor Dreyer, dánský filmový režisér († 20. března 1968)
  - Risto Ryti, finský premiér a prezident († 25. října 1956)
- 7. února – Harry Nyquist, americký informatik a fyzik švédského původu († 4. dubna 1976)
- 8. února – Siegfried Kracauer, americký filmový a kulturní teoretik, sociolog a spisovatel († 26. listopadu 1966)
- 11. února – Rudolf Bauer, německý malíř († 28. listopadu 1953)
- 18. února – Gerhard Marcks, německý sochař († 13. listopadu 1981)
- 19. února – Ernest Marsden, novozélandský fyzik († 15. prosince 1970)
- 22. února
  - Olave Baden-Powellová, spoluzakladatelka Světového sdružení skautek († 25. června 1977)
  - Robin George Collingwood, anglický filozof a historik († 9. ledna 1943)
- 25. února
  - Gordon Dobson, britský fyzik († 11. března 1976)
  - Albin Stenroos, finský olympijský vítěz v maratonu († 30. dubna 1971)
- 28. února – Pavel Dybenko, sovětský voják a politik († 29. července 1938)
- 10. března
  - Taavi Tamminen, finský zápasník, mistr světa († 19. ledna 1967)
  - Léopold Zborowski, polský spisovatel a básník († 1932)
- 12. března
  - Vaslav Nijinsky, ruský tanečník a choreograf († 8. dubna 1950)
  - Idris I., král Libye († 25. května 1983)
- 15. března – Hiroaki Abe, viceadmirál japonského námořnictva v průběhu druhé světové války († 6. února 1949)
- 16. března – Reggie Walker, jihoafrický sprinter, olympijský vítěz († 5. listopadu 1951)
- 19. března – Manuel II. Portugalský, poslední král Portugalska († 2. července 1932)
- 24. března – Albert Hill, britský běžec na střední tratě, dvojnásobný olympijský vítěz († 8. ledna 1969)
- 29. března – Warner Baxter, americký herec († 7. května 1951)
- 31. března – Franjo Lučić, chorvatský skladatel a varhaník († 16. března 1972)
- 4. dubna – Hans-Jürgen von Arnim, německý generálplukovník († 1. září 1962)
- 7. dubna – Gabriela Mistralová, chilská básnířka, nositelka Nobelovy ceny za literaturu († 10. ledna 1957)
- 14. dubna
  - Jefim Bogoljubov, ukrajinský šachový velmistr († 18. června 1952)
  - Arnold Joseph Toynbee, britský historik, teoretik a filosof dějin († 22. října 1975)
- 15. dubna – Thomas Hart Benton, americký malíř († 19. ledna 1975)
- 16. dubna – Charlie Chaplin, slavný světový filmový tvůrce († 25. prosince 1977)
- 19. dubna – Otto Georg Thierack, německý nacistický politik a právník († 22. listopadu 1946)
- 20. dubna
  - Adolf Hitler, německý nacistický politik († 30. dubna 1945)
  - Josep Francesc Ràfols, katalánský architekt, malíř a historik umění († 15. ledna 1965)
- 21. dubna – Paul Karrer, švýcarský chemik, nositel Nobelovy ceny († 18. června 1971)
- 22. dubna – Ludwig Renn, německý spisovatel († 21. července 1979)
- 23. dubna – Karel Doorman, nizozemský námořní důstojník († 28. února 1942)
- 26. dubna – Ludwig Wittgenstein, rakouský filosof († 29. dubna 1951)
- 28. dubna – António de Oliveira Salazar, ministerský předseda a prezident Portugalska († 27. července 1970)
- 6. května – Stanley Morison, britský typograf a novinář († 11. října 1967)
- 18. května
  - Gunnar Gunnarsson, islandský spisovatel († 21. listopadu 1975)
  - Thomas Midgley, americký strojní inženýr, chemik, vynálezce († 2. listopadu 1944)
  - Jakob Levy Moreno, rakousko-americký lékař, psychiatr a sociolog († 14. května 1974)
- 21. května – Otto Baumberger, švýcarský malíř a tvůrce plakátů († 26. prosince 1961)
- 22. května – Julius Ringel, generál horských myslivců německého Wehrmachtu († 12. srpna 1982)
- 23. května – Ernst Niekisch, německý levicový politik a žurnalista († 27. května 1967)
- 28. května – José Padilla Sánchez, španělský hudební skladatel a klavírista († 25. října 1960)
- 1. června – Charles Kay Ogden, anglický spisovatel a lingvista († 20. března 1957)
- 2. června – Erik Jan Hanussen, rakouský varietní umělec a jasnovidec († 25. března 1933)
- 25. června – Igor Sikorskij, ukrajinsko-americký letecký konstruktér († 26. října 1972)
- 11. června – Hugo Wieslander, švédský olympijský vítěz v desetiboji († 24. května 1976)
- 12. června – Julius Skutnabb, finský rychlobruslař, olympijský vítěz († 26. února 1965)
- 13. června – Adolphe Pégoud, francouzský akrobatický pilot († 31. srpna 1915)
- 14. června – Jasunari Kawabata, japonský spisovatel, nositel Nobelovy ceny za literaturu († 16. dubna 1972)
- 21. června – Ralph Craig, americký sprinter, olympijský vítěz († 21. července 1972)
- 23. června – Anna Andrejevna Achmatovová, ruská lyrická básnířka a překladatelka († 5. března 1966)
- 30. června – Vladimir Zvorykin, ruský vynálezce televizních technologií († 29. června 1982)
- 1. července – Věra Muchinová, sovětská sochařka († 6. října 1953)
- 5. července – Jean Cocteau, francouzský básník († 11. října 1963)
- 7. července – George Cukor, americký filmový režisér († 24. ledna 1983)
- 13. července – Luisa Mountbattenová, švédská královna († 7. března 1965)
- 14. července – Ante Pavelić, chorvatský nacionalista († 28. prosince 1959)
- 17. července – Erle Stanley Gardner, americký spisovatel detektivních románů († 12. března 1970)
- 29. července – Ernst Reuter, starosta Západního Berlína v letech studené války († 29. září 1953)
- 1. srpna – Walther Gerlach, německý fyzik († 10. srpna 1979)
- 5. srpna – Conrad Aiken, americký spisovatel († 17. srpna 1973)
- 7. srpna – Léon Brillouin, francouzský fyzik († 4. října 1969)
- 12. srpna – Eleazar Sukenik, izraelský archeolog († 28. února 1953)
- 13. srpna – Géo André, francouzský atlet a ragbista ((† 4. května 1943)
- 17. srpna – Edmond Privat, švýcarský historik a esperantista († 28. srpna 1982)
- 30. srpna – Mile Budak, chorvatský politik a spisovatel († 7. června 1945)
- 4. září – Aage Remfeldt, dánský fotograf a olympionik († 29. listopadu 1983)
- 11. září – Guy Chapman, britský historik a spisovatel († 30. června 1972)
- 16. září – Mercédès Jellinek, dívka, jejíž jméno nesou automobily Mercedes-Benz († 23. února 1929)
- 20. září – Charles Reidpath, americký sprinter, dvojnásobný olympijský vítěz († 21. října 1975)
- 23. září – Walter Lippmann, americký novinář a filozof († 14. prosince 1974)
- 24. září – Eberhard von Mackensen, generálplukovník německého Wehrmachtu († 19. května 1969)
- 26. září – Martin Heidegger, německý fenomenologický filosof († 26. května 1976)
- 30. září – Suzanne Renaud, francouzská básnířka a překladatelka, manželka Bohuslava Reyneka († 21. ledna 1964)
- 3. října – Carl von Ossietzky, německý pacifista, držitel Nobelovy ceny za mír († 4. května 1938)
- 4. října
  - John Brendan Kelly, americký veslař, který získal tři zlaté olympijské medaile († 20. června 1960)
  - Franciszek Sikorski, polský generál († 1940)
- 7. října – Radivoje Janković, generál jugoslávské armády († 1949)
- 8. října – Ivan Mozžuchin, ruský filmový herec († 18. ledna 1939)
- 10. října
  - Han van Meegeren, nizozemský malíř a padělatel († 30. prosince 1947)
  - Petr Štěpán Petrović-Njegoš, černohorský princ († 7. května 1932)
- 11. října – Imre Schlosser, maďarský fotbalový útočník († 19. července 1959)
- 12. října
  - Christopher Dawson, anglický historik († 25. května 1970)
  - Dietrich von Hildebrand, německý filosof a teolog († 26. ledna 1977)
- 19. října – Adléta Šlesvicko-Holštýnsko-Sonderbursko-Glücksburská, kněžna ze Solms-Baruth († 11. června 1964)
- 23. října
  - Avšalom Feinberg, zakladatelů izraelské špionážní sítě Nili († 20. ledna 1917)
  - Frieda Fromm-Reichmannová, americká psychoanalytička († 28. dubna 1957)
- 25. října – Abel Gance, francouzský filmový herec a režisér († 10. listopadu 1981)
- 1. listopadu – Philip Noel-Baker, britský politik, Nobelova cena za mír († 8. října 1982)
- 3. listopadu – Heinrich Campendonk, nizozemský malíř († 9. května 1959)
- 10. listopadu – Boris Nikolajevič Jurjev, ruský letecký konstruktér († 14. března 1957)
- 14. listopadu – Džaváharlál Néhrú, dlouholetý ministerský předseda nezávislé Indie († 27. května 1964)
- 20. listopadu – Edwin Hubble, americký astronom († 28. září 1953)
- 25. listopadu – Jan Berzin, šéf sovětské vojenské rozvědky († 29. července 1938)
- 27. listopadu
  - Edward Cook, americký olympijský vítěz ve skoku o tyči († 18. října 1972)
  - Karel Method Klement, benediktinský mnich a oblíbený kazatel († 7. listopadu 1979)
- 30. listopadu – Edgar Douglas Adrian, anglický neurofyziolog, Nobelova cena za fyziologii a medicínu († 4. srpna 1977)
- 7. prosince – Gabriel Marcel, francouzský spisovatel, dramatik a filosof († 8. října 1973)
- 9. prosince – Hannes Kolehmainen, finský vytrvalec, olympijský vítěz († 11. ledna 1966)
- 22. prosince – Zalman Šazar, prezident Izraele († 5. října 1974)
- 23. prosince
  - Emil Brunner, švýcarský evangelický teolog († 6. dubna 1966)
  - János Kmetty, maďarský malíř († 16. listopadu 1975)
- 24. prosince – Carl O. Sauer, americký geograf († 18. července 1975)
- 26. prosince – Jan Szeruda, polským evangelický teolog († 21. března 1962)
- 28. prosince – Asen Chalačev, bulharský politik († 25. června 1923)
- 30. prosince – Opika von Méray Horváth, maďarská krasobruslařka, mistryně světa († 25. dubna 1977)

## Úmrtí

### Česko

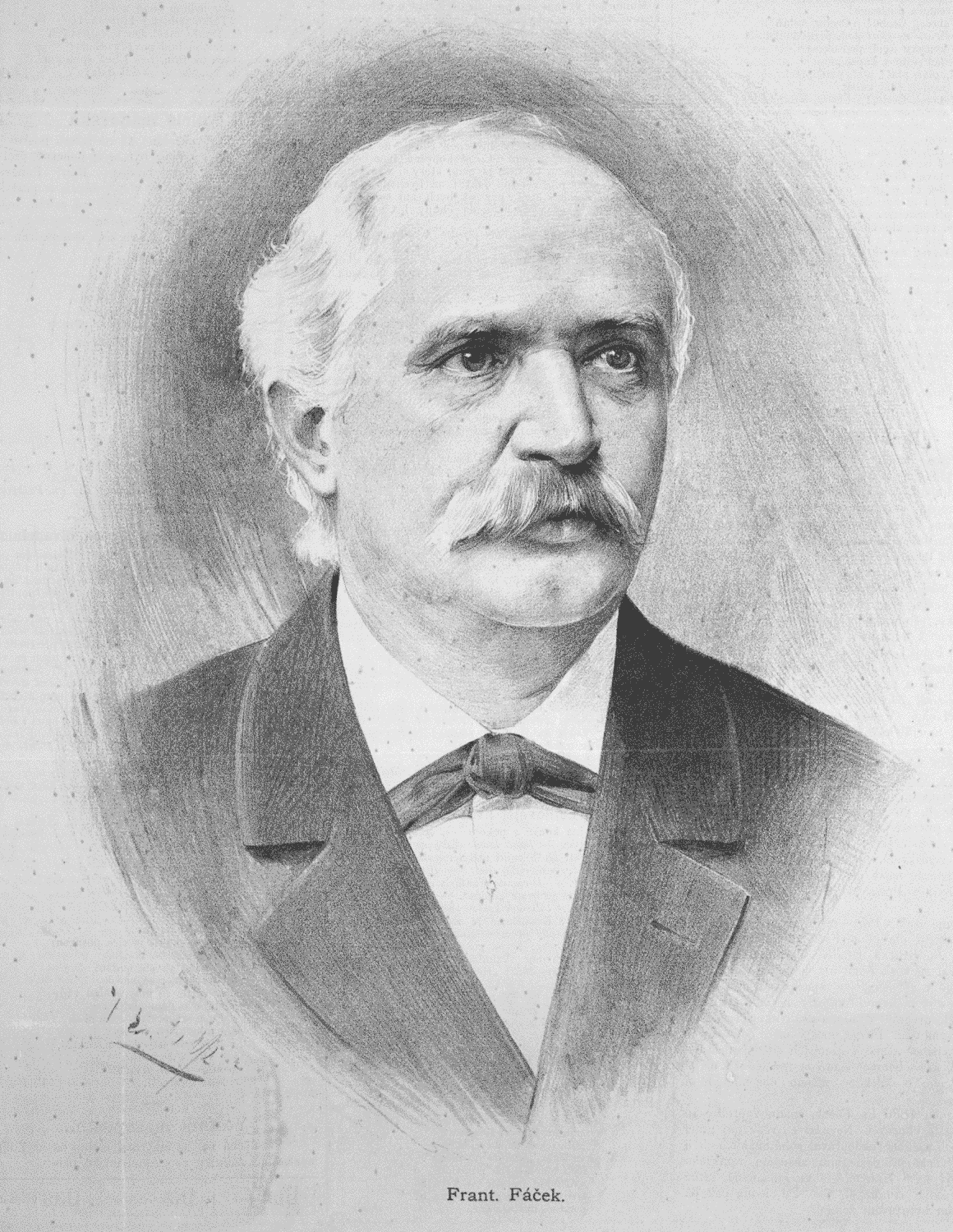
Politik a právník František Fáček (1826–1889)

- 20. ledna – František Fáček, český politik (* 1826)
- 29. ledna – Gabriel Žižka, český podnikatel a vlastenec (* 24. března 1833)
- 10. února – Emanuel Bozděch, dramatik, překladatel, kritik a novinář (* 21. července 1841)
- 26. února – Karel Nedbal, český advokát (* 29. října 1836)
- 13. března – Jaroslav Pospíšil, český tiskař, nakladatel a knihkupec (* 13. září 1812)
- 3. dubna – Josef David, děkan teologické fakulty v Olomouci (* 2. srpna 1827)
- 21. dubna – Karel Houška, právník, komunální politik v Plzni (* 29. května 1833)
- 24. dubna – Vladislav Šír, český lékař, ornitolog a spisovatel (* 24. března 1830)
- 2. května – Ladislav Hajniš, český technik a popularizátor vědy (* 1849)
- 14. května – Antonín H. Sokol, novinář, spisovatel a dramatik (* 7. června 1847)
- 25. května – August Breiský, český lékař a pedagog (* 25. března 1832)
- 9. června – Josef Jakubec, český básník (* 3. srpna 1858)
- 1. července – Dominik Zbrožek, český a polský geodet (* 1. srpna 1832)
- 9. července – Petr Miloslav Veselský, archivář, spisovatel a dějepisec (* 1. července 1810)
- 8. září – František Nečásek, český spisovatel (* 20. srpna)
- 9. září – František Václav Karlík, český kantor a hudební skladatel (* 23. května 1811)
- 11. září – Jaroslav Suida, poslanec Českého zemského sněmu, starosta Broumova (* 1849)
- 13. září – Daniel Bohumil Molnár, český luteránský farář (* 31. července 1819)
- 26. listopadu – Matěj Procházka, vlastenecký kněz, autor prací z církevních dějin a sociální nauky církve (* 4. února 1811)
- 8. prosince – Jan Oertl, český violoncellista (* 1827)
- 11. prosince – Wenzel Seifert, český politik německé národnosti (* 23. září 1813)
- 16. prosince – Josef Farský, český tiskař (* 7. května 1826)
- 24. prosince
  - Anton Lux, starosta Moravské Ostravy (* 12. srpna 1837)
  - František Čížek, advokát a veřejný činitel (* 15. října 1850)
- ? – Martin Paták, český lidový umělec (* 1820)
- ? – Josef Bitterlich, poslanec Českého zemského sněmu (* 1822)

### Svět

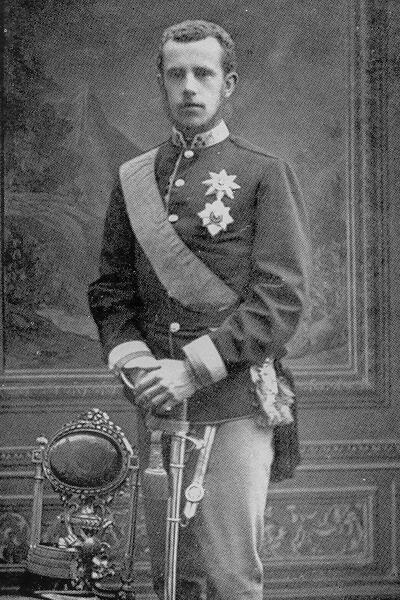
Rakouský korunní princ Rudolf (1858–1889)

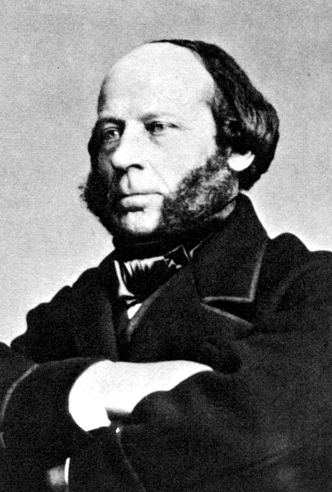
Švédský inženýr John Ericsson (1803–1889)

- 18. ledna – Emanuel Heinrich Komers, rakouský ministr spravedlnosti (* 20. prosince 1810)
- 23. ledna – Alexandre Cabanel, francouzský malíř (* 28. září 1823)
- 30. ledna
  - Marie Vetserová, milenka rakouského korunního prince Rudolfa Habsburského (* 17. března 1871)
  - Rudolf Habsburský, arcivévoda a následník trůnu rakousko-uherské monarchie (* 21. srpna 1858)
- 11. února – Alfred-Auguste Ernouf, francouzský historik a spisovatel (* 21. září 1817)
- 8. března – John Ericsson, švédský vynálezce (* 31. července 1803)
- 10. března – Jan IV. Etiopský, etiopský císař (* 12. června 1837)
- 11. března – Karl Deschmann, slovinský muzejník a politik (* 3. ledna 1821)
- 16. března – Ernst Wilhelm Leberecht Tempel, německý astronom a litograf (* 4. prosince 1821)
- 20. března – Josef Johann Mann, rakouský entomolog, sběratel, cestovatel a malíř (* 19. května 1804)
- 24. března – Karol Heiller, bratislavský kazatel a titulární biskup (* 12. února 1811)
- 30. března – Marcus Reno, důstojník americké armády (* 15. listopadu 1834)
- 3. dubna – Victor Antoine Signoret, francouzský lékař a entomolog (6. dubna 1816)
- 9. dubna – Michel Eugène Chevreul, francouzský chemik a fyzik (* 31. srpna 1786)
- 15. dubna
  - Franz Fröhlich, rakouský architekt (* 30. listopadu 1823)
  - Svatý Damien de Veuster, Otec malomocných, vlámský misionář (* 3. ledna 1840)
- 23. dubna – Jules Barbey d'Aurevilly, francouzský spisovatel (* 2. listopadu 1808)
- 30. dubna – Ignaz Kolisch, rakousko-uherský bankéř a šachový mistr (* 6. dubna 1837)
- 4. května – Ivan Petrovič Larionov, ruský hudební skladatel, literát a folklorista (* 4. února 1830)
- 10. května – Michail Jevgrafovič Saltykov-Ščedrin, ruský spisovatel (* 27. ledna 1826)
- 17. května – Marie Frederika Pruská, bavorská královna (* 15. října 1825)
- 3. června – Bernhard Förster, německý antisemita (* 1843)
- 15. června – Mihai Eminescu, rumunský básník (* 15. ledna 1850)
- 25. června – Lucy Webb Hayesová, manželka 19. prezidenta USA Rutherforda B. Hayese (* 28. srpna 1831)
- 5. července – Jakov Ignjatović, srbský spisovatel (* 26. listopadu 1822)
- 8. července – Gerard Manley Hopkins, anglický jezuita, teolog, filolog a básník (* 28. června 1844)
- 10. července – Julia Gardiner Tylerová manželka 10. prezidenta USA Johna Tylera (* 23. července 1820)
- 25. července – Georg von Mitis, ministr spravedlnosti Předlitavska (* 17. dubna 1810)
- 19. srpna – Auguste Villiers de l'Isle Adam, francouzský spisovatel (* 7. listopadu 1838)
- 12. září – Fustel de Coulanges, francouzský historik (* 18. března 1830)
- 17. září – Şevkefza Sultan, čtvrtá manželka sultána Abdülmecida I., matka sultána Murada V. (* 12. prosince 1820)
- 4. října – André-Adolphe-Eugène Disdéri, francouzský portrétní fotograf (* 28. března 1819)
- 6. října – Jules Dupré, francouzský malíř (* 5. dubna 1811)
- 11. října – James Prescott Joule, anglický fyzik (* 24. prosince 1818)
- 18. října – Antonio Meucci, italský vynálezce (* 13. dubna 1808)
- 19. října – Ludvík I. Portugalský, král Portugalska (* 31. října 1838)
- 20. října – Daniele Ranzoni, italský malíř (* 3. prosince 1843)
- 25. října – Émile Augier, francouzský básník a dramatik (* 17. září 1820)
- 29. října – Nikolaj Gavrilovič Černyševskij ruský spisovatel, filosof a revolucionář (* 24. července 1828)
- 18. listopadu – William Allingham, irský spisovatel (* 19. března 1824)
- 20. listopadu – August Ahlqvist, finský básník, literární kritik, filolog (* 7. srpna 1826)
- 23. listopadu – Ignacy Domeyko, polsko-chilský geolog, mineralog, cestovatel a etnograf (* 3. července 1802)
- 24. listopadu – Alphonse Bernoud, francouzský fotograf (* 4. února 1820
- 3. prosince – Baltasar Saldoni, katalánský varhaník, skladatel a muzikolog (* 4. ledna 1807)
- 6. prosince – Jefferson Davis, americký politik (* 3. června 1808)
- 9. prosince – Verdicenan Kadınefendi, manželka osmanského sultána Abdulmecida I. (* 18. října 1825)
- 12. prosince – Robert Browning, anglický básník (* 7. května 1812)
- 20. prosince – Konstancja Gładkowska, polská zpěvačka (* 2. června 1810)
- 22. prosince – Édouard Baldus, francouzský fotograf (* 5. června 1813)
- 27. prosince – Alfred von Kremer, předlitavský orientalista, diplomat a politik (* 13. května 1828)
- 28. prosince – Tereza Marie Neapolsko-Sicilská, poslední brazilská císařovna (* 14. března 1822)
- 29. prosince – Priscilla Tylerová, snacha 10. prezidenta USA Johna Tylera, první dáma (* 14. června 1816)
- 31. prosince – Ion Creangă, rumunský spisovatel (* 1. března 1837)
- ? – Jules Férat, francouzský malíř (* 1819)

## Hlavy států

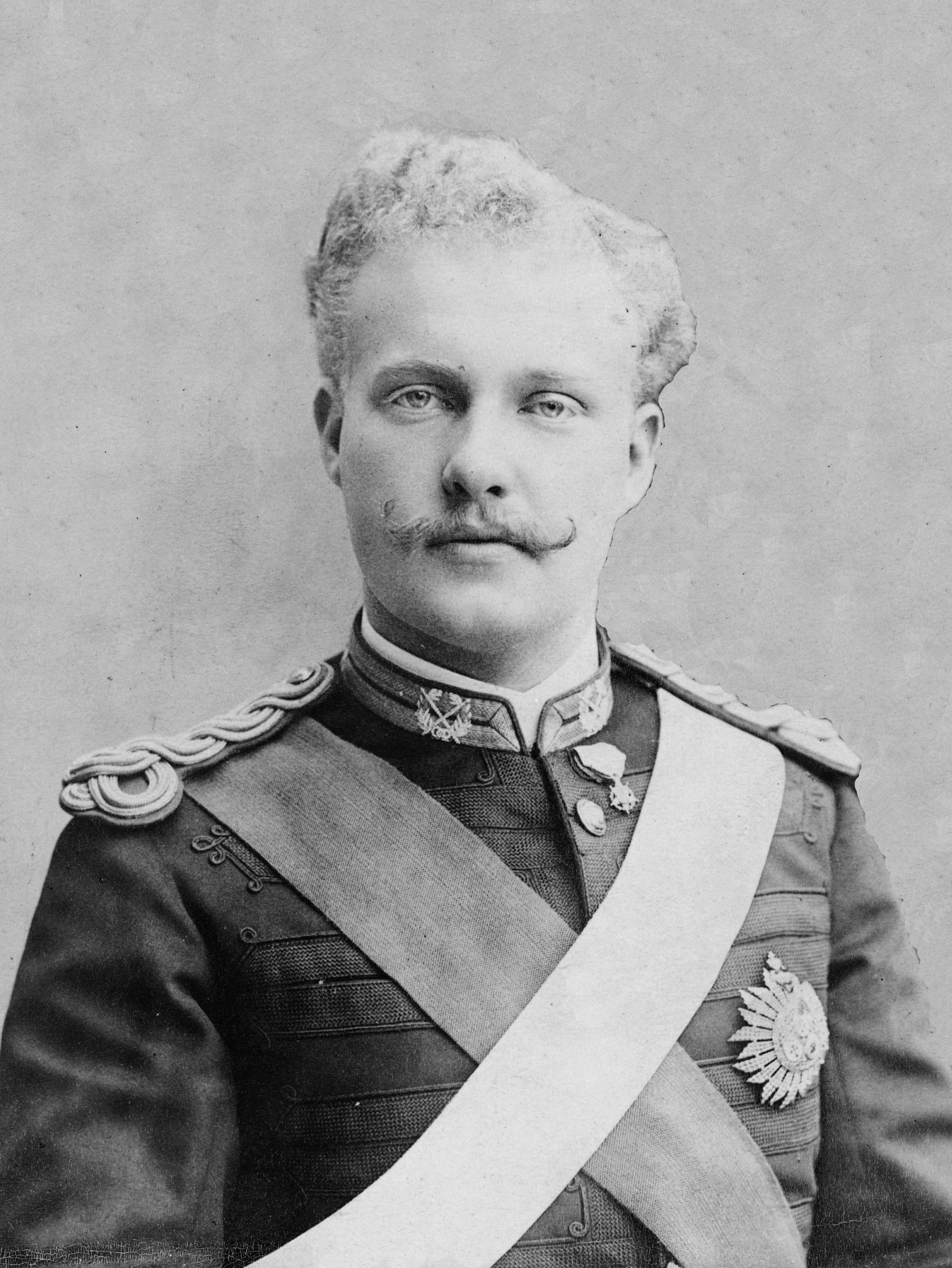
V roce 1889 nastoupil na trůn portugalský král Karel I.

- České království – František Josef I. (1848–1916)
- Papež – Lev XIII. (1878–1903)
- Království Velké Británie – Viktorie (1837–1901)
- Francie – Marie François Sadi Carnot (1887–1894)
- Uherské království – František Josef I. (1848–1916)
- Rakouské císařství – František Josef I. (1848–1916)
- Rusko – Alexandr III. (1881–1894)
- Prusko – Vilém II. Pruský (1888–1918)
- Dánsko – Kristián IX. (1863–1906)
- Švédsko – Oskar II. (1872–1907)
- Belgie – Leopold II. Belgický (1865–1909)
- Nizozemsko – Vilém III. Nizozemský (1849–1890)
- Řecko – Jiří I. Řecký (1863–1913)
- Španělsko – Alfons XIII. Španělský (1886–1931)
- Portugalsko – Ludvík I. Portugalský (1861–1889) / Karel I. Portugalský (1889–1908)
- Itálie – Umberto I. (1878–1900)
- Rumunsko – Karel I. Rumunský (1866–1881 kníže, 1881–1914 král)
- Bulharsko – Ferdinand I. Bulharský (1887–1908 kníže, 1908–1918 car)
- Osmanská říše – Abdulhamid II. (1876–1909)
- USA – Grover Cleveland (1885–1889 a 1893–1897) / Benjamin Harrison (1889–1893)
- Japonsko – Meidži (1867–1912)